# تپه و قبرستان تقی‌آباد
تپه و قبرستان تقی‌آباد مربوط به سده ۶ و ۷ ه - سده‌های متاخر اسلامی است و در شهرستان تربت جام، ۴۰۰ متری شرق روستای تقی‌آباد واقع شده و این اثر در تاریخ ۱۶ اسفند ۱۳۸۴ با شمارهٔ ثبت ۱۴۳۱۵ به‌عنوان یکی از آثار ملی ایران به ثبت رسیده‌است.